# Безборотько Володимир Ярославович
Володимир Ярославович Безборотько (1996—2024) — український футбольний арбітр, солдат збройних сил України, учасник російсько-української війни.

## Життєпис
Народився 3 грудня 1996 року в селі Горішні Шерівці Чернівецької області. 
Був арбітром в асоціації футболу Чернівецької області. 
Після мобілізації на військову службу, проходив навчання у Великобританії. Був гранатометником у 82-й десантно-штурмовій бригаді. 
Загинув 3 січня 2024 року на Запоріжжі.

## Нагороди
- Орден «За мужність» III ступеня[1].